# Sawang Bau
Sawang Bau is een bestuurslaag in het regentschap Aceh Selatan van de provincie Atjeh, Indonesië. Sawang Bau telt 1137 inwoners (volkstelling 2010).